# エコだね
『エコだね 〜未来の子どもたちへ〜』（エコだね 〜みらいのこどもたちへ〜）は2007年11月から2009年3月にTBS他で放送されていたミニ番組（三菱UFJフィナンシャル・グループのCSR番組）である。当番組内で放送されるCMは、回によってはグループ各社単独(三菱東京UFJ銀行、三菱UFJ信託銀行等)のCMが流れることもあるが、原則的にCSRCM・企業CMであり、商品CMが流れることは少ない。

## 出演
- 大塚寧々（ナレーション、2008年1月 - 3月）
- 安田成美（ナレーション、2008年4月- ）

## ネット局
- TBS 水21:54～
- MBS 木19:54～　1日遅れ（当初8日遅れ）
- CBC 日21:54～